# 茨城県立波崎柳川高等学校
茨城県立波崎柳川高等学校（いばらきけんりつ はさきやながわこうとうがっこう）は、茨城県神栖市に所在する公立の高等学校。

## 設置学科
- 普通科
  - かつては体育コースもあったが、2021年をもって募集を停止した。

## 沿革
- 1986年（昭和61年）- 旧波崎町2校目の高校として開校。
- 2021年（令和3年） - 体育コース募集停止[1]。

## 著名な出身者
- 松島竜太（サッカー選手）
- 村田やすなり（茨城県議会議員）
- 小林久晃（サッカー選手）
- 信太美月（バリスタ・モデル）
- 和田昭也（お笑い芸人）
- 四郎丸裕也（ミュージシャン）